# El calendario que perdió siete días
El calendario que perdió siete días es una obra de teatro del dramaturgo hispano-argentino Enrique Suárez de Deza; fue estrenada en 1949.

## Argumento
De carácter simbólico, la pieza muestra a Don Damián, que es nonagenario y sin embargo nunca termina de fallecer. Se da entonces una analepsis, y la acción pasa a 1909. En ese momento, coincidiendo con  la representación de una ópera, el Diablo convence a Don Juan para que seduzca a la Muerte durante siete días, lapso de tiempo durante el que ni persona ni animal perecerá. Al final, Don Juan acaba muriendo en un cementerio. Lo mismo le ocurre a Don Damián, una vez que vuelve la acción a la época contemporánea, no sin antes aclararse que era el dueño del teatro donde se representaba la ópera.

## Representaciones destacadas
Fue estrenada en el Teatro Cervantes de Buenos Aires el 26 de agosto de 1949. El elenco estuvo integrado por Blanca Podestá, Américo Acosta Machado, Tulia Ciámpoli, Rufino Córdoba, Mario Danesi, Jorge de la Riestra, Carlos Morganti, Anita Palmero, Esperanza Palomero, Silvana Roth, Elisardo Santalla, Miriam de Urquijo y Blanca Vidal.
La obra llegó a España cinco meses más tarde, y se estrenó en el Teatro María Guerrero de Madrid el 12 de enero de 1950, con dirección de Luis Escobar, decorados de Emilio Burgos e interpretación de Elvira Noriega, Cándida Losada, Carmen Seco, Gaspar Campos, Luis Prendes, Mercedes Alber, Berta Riaza, José Luis López Vázquez y Mayrata O'Wisiedo.
Hay además una adaptación que fue emitida por TVE el 13 de octubre de 1972 en el espacio Estudio 1. Fue dirigida por Pedro Amalio López, y contó con la actuación principal de Mónica Randall, Paco Morán y Francisco Merino.